# Šo
Šo (ϸ) jest slovo grčkog alfabeta čije je ime smišljeno 2002. godine, a njegovo originalno ime nepoznato je iako ga neki autori nazivaju san prema hipotezi da je riječ o preživjelu obliku ili rekonstrukciji arhaičnog grčkog slova san. Osmišljeno je za potrebe zapisivanja baktrijskog jezika. Vjerojatno je predstavljao [ʃ] (hrvatsko š), a u latinicu se najčešće transliterira kao ⟨š⟩. Po izgledu je sličan anglosaskom thornu, ali nije s njim povezano.

## Šifra znaka
| Izgled | Unicode codepoint | Unicode-ime              |
| ------ | ----------------- | ------------------------ |
| Ϸ      | U+03F7            | GREEK CAPITAL LETTER SHO |
| ϸ      | U+03F8            | GREEK SMALL LETTER SHO   |